# 超RIZIN
The Battle Cats presents 超RIZIN（ザ・バトル・キャッツ・プレゼンツ・スーパー・ライジン）は、日本の総合格闘技団体「RIZIN」の大会の一つ。
2022年9月25日に埼玉県さいたまスーパーアリーナで開催された。

## 概要
RIZINの中の特別な大会としての位置付けの『超RIZINシリーズ』の第1回目の大会。
ボクシング5階級制覇王者のスーパースター、フロイド・メイウェザー・ジュニアが出場したことで、米国ファンからのPPV購入を見込んで、米国のプライムタイムに合わせた時間設定での開催となった。本大会が午後0時開始、ハーフタイムショーを挟んでRIZIN.38が午後4時から開始という形のRIZIN史上初の二部構成となり、2大会の同日開催は2018年12月31日のRIZIN 平成最後のやれんのか!とRIZIN.14以来約3年9か月ぶりとなった。
会場チケットの価格は、メイウェザーの出場や、本大会とRIZIN.38の2大会を観戦できるため、最前列のVVIP席がRIZIN史上最高額の100万円、2・3列目のVVIP席が60万円、VIP席が30万円など通常よりも高額に設定された。（※その後、2024年7月の超RIZIN.3の最前列席が110万円となり最高額を更新）
今大会は、RIZIN.14以来2度目のRIZIN出場となったフロイド・メイウェザー・ジュニア vs. 朝倉未来のボクシングマッチをメインイベントに全4試合が行われた。その内の1試合である皇治 vs. ジジ戦については、長年メイウェザーのボディーガードを務め、ハワイでの会見において朝倉未来を突き飛ばしたジジがRIZIN.22において皇治がメイウェザーのお面を着けた行為に対して怒りを露わにしたことで急遽対戦が決まった。
本大会のPPVは動画配信サービスやスカパー!のほか、初めてABEMAによっても行われた。また後日録画放送として、全国独立放送協議会加盟のUHF局13局でも『超RIZIN -完全版-』と題した1時間番組として10月7日以降順次放送が行われた。
本大会では国内格闘技業界としては初めての試みとしてNFTを活用したオークション形式のVVIP席4席分のオンラインチケット販売が行われ、4枚全てが数百万円で落札され、うち1枚は最高額420万円で落札された。なお、そのチケットを落札して、副賞としてメインイベントでの試合開始前の花束贈呈の権利を得た政治団体・ごぼうの党代表の奥野卓志がメイウェザーの態度が気に入らないという理由などから、メイウェザーに渡すはずの花束をリング上に投げ捨てるという問題が発生。その直後に、榊原CEOがすぐさまマイクを持って、観客の前で「品性下劣な男をリングに上げてしまった」と奥野の行為を猛批判して、視聴者や観客に謝罪した。また、奥野の行為がネット上で物議を醸したため、後日会見でも改めて榊原CEOがプロモーターとして世界に向けて奥野の代わりに土下座して謝罪した。

### テレビ放送
『超RIZIN -完全版-』として放送。
- テレビ神奈川 10月7日(金) 19:00～20:00
- TOKYO MX 10月8日(土) 20:00～21:00
- 千葉テレビ放送、テレビ埼玉 10月9日(日) 19:00～20:00
- 三重テレビ放送 10月12日(水) 20:00～21:00
- テレビ和歌山 10月14日(金) 20:00～21:00
- 奈良テレビ放送 10月15日(土) 22:00～23:00
- 群馬テレビ、とちぎテレビ 10月16日(日) 20:00～21:00
- 岐阜放送 10月16日(日) 21:30～22:30
- びわ湖放送、京都放送 10月16日(日) 19:00～20:00
- サンテレビジョン 10月16日(日) 20:30～21:30

## 対戦カード
第1試合 MMA特別ルール 66.0kg契約ワンマッチ 3分3R
○  三浦孝太 vs.  ブンチュアイ・ポーンスーンヌーン ×
1R 1:54 アームバー
第2試合 キックボクシングルール 53.0kg契約ワンマッチ 3分3R （肘あり）
○  吉成名高 vs.   バンダサック・ソー・トラクンペット ×
1R 2:24 TKO (レフェリーストップ)
第3試合 スタンディングバウトルール 3分3R(無差別級)
○  皇治 vs.  ジジ ×
3R 0:50 TKO (レフェリーストップ)
※非公式戦のため両者の戦績には影響しない。
第4試合 スタンディングバウトルール 3分3R(無差別級)
○  フロイド・メイウェザー・ジュニア vs.  朝倉未来 ×
2R 3:15 TKO (レフェリーストップ)
※非公式戦のため両者の戦績には影響しない。